# Mike Harrison
(Dean Richards, ex rugbista, alla vigilia della Coppa del Mondo di rugby 2003)
Michael Edward Harrison, detto Mike (Barnsley, 19 aprile 1956), è un ex rugbista internazionale per l'Inghilterra della quale fu capitano alla Coppa del Mondo 1987.

## Biografia
Impiegato nel settore edile, Harrison legò tutta la sua carriera al Wakefield, club dell'omonima cittadina dello Yorkshire (oggi South Yorkshire) dove si trova anche Barnsley, suo luogo di nascita.
Rappresentò anche a più riprese (l'ultima nel 1994, a 38 anni, con una vittoria finale) lo Yorkshire nel campionato nazionale delle contee inglesi.
In Nazionale esordì nel 1985, a 29 anni, durante il tour in Nuova Zelanda, a Christchurch contro gli All Blacks, e fu presente in tre tornei del Cinque Nazioni consecutivi tra il 1986 e il 1988.
Fu, anche, capitano alla Coppa del Mondo di rugby 1987, ruolo che tenne fino alla fine della sua carriera internazionale nel Cinque Nazioni 1988.
Dopo il ritiro ha continuato a giocare nella squadra dilettanti del suo club, i Wakefield Cougars, fino a 47 anni e allo scioglimento del club per problemi finanziari.